# Paul Greveillac
Œuvres principales
- Les Âmes rouges (2016)
- Maîtres et Esclaves (2018)

Paul Greveillac, parfois orthographié Gréveillac, né en 1981, est un romancier et nouvelliste français. Il s'est « imposé comme l'un des meilleurs connaisseurs, au sein de la jeune génération, de l'ère communiste ».

## Biographie
Il reçoit le prix Roger-Nimier ainsi que la Bourse de la Découverte de la Fondation Prince Pierre de Monaco pour son premier roman, Les Âmes rouges, dont l'histoire se déroule au temps de l'Union soviétique. Le personnage principal est un censeur, amoureux de cinéma et de littérature.
Le récit Cadence secrète. La vie invisible d'Alfred Schnittke est paru en avril 2017. Cette biographie romancée du compositeur Alfred Schnittke reçoit le prix Pelléas 2018.
Son deuxième roman, Maîtres et Esclaves, est paru en août 2018. On y suit le parcours mouvementé d'un paysan du Sichuan qui devient, au plus fort de la Révolution culturelle chinoise, un grand peintre de propagande. Maîtres et Esclaves figure sur les dernières listes du prix Goncourt, du Prix Interallié, et du Prix des Deux Magots 2019. Finaliste du prix Goncourt, le roman recueille quatre voix contre six pour Leurs enfants après eux, de Nicolas Mathieu. Il remporte le Grand prix Jean-Giono 2018. Il se voit également attribuer en 2018 le Prix de soutien à la création littéraire de la Fondation Del Duca. 
Son troisième roman, Art nouveau, paraît en août 2020,,. Le roman retrace la naissance de l'art nouveau hongrois à travers Lajos Ligeti, un architecte fictif juif, originaire de Vienne, qui tente de développer son cabinet à Budapest. L'Autriche-Hongrie, en proie aux nationalismes, à l'antisémitisme, moribonde sans le savoir, vit alors ses dernières années. Avec ce roman, Paul Greveillac se propose aussi, selon ses propres mots, de montrer que « l'Europe d'avant la première guerre mondiale ressemble beaucoup (...) à notre époque contemporaine ». Art nouveau est pré-sélectionné pour le Prix du livre européen 2021. En septembre 2021, le roman remporte le prix du Salon du livre de Chaumont.
L'Étau est paru en mars 2022. Le roman se situe à la fois pendant la deuxième guerre mondiale et dans les années 2000. Deux protagonistes y subissent l'héritage de leur père, chef d'entreprise pragois accusé d'avoir collaboré avec Reinhard Heydrich et les nazis,. 
Phrase d'armes est paru en août 2023. Le roman retrace le parcours de René Bondoux, champion olympique de fleuret par équipes aux Jeux de Los Angeles, vice-champion olympique dans la même catégorie en 1936 à Berlin. Il devint par la suite chef de cabinet de De Lattre de Tassigny, rôle qui l'amena à assister à la signature de la capitulation allemande le 8 mai 1945. 

## Œuvre
- 2014 : Les Fronts clandestins. Quinze histoires de Justes, Nicolas Eybalin, recueil de nouvelles inspirées d'histoires vraies de Justes.
- 2016 : Les Âmes rouges, éditions Gallimard (collection Blanche), roman[17],[18],[19],[20].
- 2017 : Cadence secrète. La vie invisible d’Alfred Schnittke, Gallimard (collection Blanche), récit[21],[22],[23].
- 2018 : Maîtres et Esclaves, éditions Gallimard (collection Blanche), roman[24],[25].
- 2020 : Art Nouveau, Gallimard (collection Blanche), roman.
- 2022 : L’étau, Gallimard (collection Blanche), roman[26],[27],[28].
- 2023 : Phrase d’armes, Gallimard (collection Blanche), roman[29],[30],[31],[32].

## Récompenses et distinctions
- 2016 : Prix Roger-Nimier pour Les Âmes rouges.
- 2016 : Bourse de la Découverte de la Fondation Prince-Pierre-de-Monaco pour Les Âmes rouges[33].
- 2018 : Prix Pelléas-Radio Classique pour Cadence secrète. La vie invisible d'Alfred Schnittke.
- 2018 : Grand prix Jean-Giono pour Maîtres et esclaves[34].
- 2018 : Prix de soutien à la création littéraire de la Fondation Del Duca pour Maîtres et esclaves.
- 2019 : Prix des lecteurs de Levallois-Perret pour Maîtres et esclaves.
- 2021 : Prix du Salon du livre de Chaumont pour Art nouveau.
- 2022 : Prix littéraire de Pont-l'Évêque pour L'étau.
- 2023 : Prix Coup de cœur de Livres en Vignes pour Phrase d'armes.